# Amata minuta
Amata minuta là một loài bướm đêm thuộc phân họ Arctiinae, họ Erebidae.